# Livius macrospinus
Livius macrospinus är en spindelart som beskrevs av Roth 1967. Livius macrospinus ingår i släktet Livius och familjen mörkerspindlar. Inga underarter finns listade i Catalogue of Life.